# エリオット・ジョンソン
エリオット・タイラー・ジョンソン（Elliot Tyler Johnson, 1984年3月9日 - ）は、アメリカ合衆国・アリゾナ州サフォード出身の元プロ野球選手（内野手）。右投両打。

## 経歴

### プロ入りとマイナー時代とレイズ時代
2002年6月29日にタンパベイ・デビルレイズと契約。
2008年に開幕ロースター入りを果たし、4月5日のニューヨーク・ヤンキース戦でメジャーデビュー。

### ロイヤルズ時代
2013年2月12日に前年12月に行われたジェームズ・シールズやウィル・マイヤーズらが絡むトレードの後日発表選手としてカンザスシティ・ロイヤルズに移籍した。

### ブレーブス時代
2013年8月15日にDFAとなり、8月19日に解雇された。8月22日にウェーバーでアトランタ・ブレーブスへ移籍。移籍後は、正二塁手として活躍した。オフの12月2日にFAとなった。

### インディアンス時代
2014年1月27日にクリーブランド・インディアンスとマイナー契約を結んだ。3月22日にインディアンスとメジャー契約を結び、開幕ロースター入りした。開幕後は7試合に出場したが、打率.105と結果を残せず、5月3日にDFAとなった。5月8日にAAA級コロンバス・クリッパーズへ降格した。オフの10月にFAとなった。

### ドジャース傘下時代
2015年2月23日にテキサス・レンジャーズとマイナー契約を結んだが、3月31日に金銭トレードでロサンゼルス・ドジャースに移籍。

## 詳細情報

### 背番号
- 43 (2008年)
- 9 (2011年 - 2012年)
- 23 (2013年 - 同年途中)
- 30 (2013年途中 - 2014年)